# 686
| Calendário gregoriano                                                        | 686 DCLXXXVI                    |
| Ab urbe condita                                                              | 1439                            |
| Calendário arménio                                                           | 135 – 136                       |
| Calendário bahá'í                                                            | -1158 – -1157                   |
| Calendário budista                                                           | 1230                            |
| Calendário chinês                                                            | 3382 – 3383                     |
| Calendário copta                                                             | 402 – 403                       |
| Calendário etíope                                                            | 678 – 679                       |
| Calendários hindus - Vikram Samvat - Calendário nacional indiano - Cáli Iuga | 741 – 742 607 – 608 3786 – 3787 |
| Calendário Holoceno                                                          | 10686                           |
| Calendário islâmico                                                          | 66 – 67                         |
| Calendário judaico                                                           | 4446 – 4447                     |
| Calendário persa                                                             | 64 – 65                         |
| Calendário rúnico                                                            | 936                             |
| Calendário solar tailandês                                                   | 1229                            |

686 (DCLXXXVI, na numeração romana) foi um ano comum do século VII, do Calendário Juliano, da Era de Cristo, teve início a uma segunda-feira e terminou também a uma segunda-feira, e a sua letra dominical foi G.
| Ano completo                         |
| ------------------------------------ |
| Ano comum com início à segunda-feira |

## Eventos
- 21 de Outubro - É eleito o Papa Cónon.

## Mortes
- 2 de Agosto - Papa João V
- 1 de outubro - Temmu, 40º imperador do Japão.